# Sthenoteuthis pteropus
Sthenoteuthis pteropus е вид главоного от семейство Ommastrephidae. Видът не е застрашен от изчезване.

## Разпространение и местообитание
Разпространен е в Албания, Алжир, Ангола, Антигуа и Барбуда, Бахамски острови, Белиз, Бенин, Бермудски острови, Босна и Херцеговина, Венецуела, Габон, Гамбия, Гана, Гваделупа, Гватемала, Гвиана, Гвинея, Гвинея-Бисау, Гренада, Гърция, Демократична република Конго, Доминика, Доминиканска република, Египет, Екваториална Гвинея, Израел, Испания, Италия, Камерун, Канада, Кипър, Колумбия, Коста Рика, Куба, Либерия, Либия, Ливан, Мавритания, Мароко, Мартиника, Мексико, Намибия, Нигерия, Никарагуа, Панама, Португалия (Мадейра), Пуерто Рико, САЩ, Сейнт Винсент и Гренадини, Сейнт Китс и Невис, Сейнт Лусия, Сенегал, Сиера Леоне, Сирия, Сърбия, Того, Тринидад и Тобаго, Тунис, Турция, Франция, Френска Гвиана, Хаити, Хондурас, Хърватия, Южна Африка и Ямайка.
Обитава океани, морета и заливи в райони с тропически и умерен климат. Среща се на дълбочина около 768 m, при температура на водата около 8,2 °C и соленост 35,1 ‰.